# 葵玲奈
葵玲奈（日语：あおい れな，1996年3月19日—），日本的前AV女優和歌手，2021年從AV界引退並退居幕後成為AV監製。所屬的事務所是Mine's。興趣是看偶像團體和購物。在2019年4月到2020年1月期間，曾經以「くろいれな」為藝名去進行活動。。

## 簡歷
2015年7月25日以「れな」為藝名在kawaii*公司出道。
2015年11月13日在Niconico直播上建立新頻道『全力れなちゃん』。
2017年7月2日在twitter上宣布引退。
2017年9月6日在twiter上宣布轉移到Mine's，並以「あおいれな」為新的藝名。
2017年9月29日在Niconico直播上建立新頻道『全力れなちゃん2』。
2019年3月21日在「SOD AWARD2019」中獲得最優秀女優賞的殊榮。

## 外部連結
- あおいれな official blog （2015年12月19日 - ）
- あおいれな@AV女優的X（前Twitter）
- YouTube上的れなちゃんねる【あおいれな公式】頻道
- YouTube上的あおいれなチャンネル頻道
- あおいれな的TwitCasting账户